# Fonds de recherche du Québec
Pour les articles homonymes, voir FRQ.
Regroupés sous l’appellation « Fonds de recherche du Québec » (FRQ), les trois Fonds – Nature et technologies, Santé et Société et culture sont dotés de missions et de conseils d'administration indépendants. 
La structure centre des Fonds de recherche du Québec vise à assurer une direction forte en matière de soutien et de promotion de la recherche au Québec. Leur mission est de promouvoir et de soutenir financièrement la recherche, la mobilisation des connaissances et la formation des chercheurs au Québec, ainsi que d’établir les partenariats nécessaires à l’accomplissement de leur mission. Le scientifique en chef a pour mandat d'assurer leur fonctionnement en collaboration avec les directeurs scientifiques de chaque fonds,. Dans l’exercice de ses fonctions, il relève du ministre en titre du Ministère de l'Économie et de l'Innovation, soit Pierre Fitzgibbon. Les Fonds de recherche du Québec constituent le principal organisme subventionnaire de la recherche universitaire au Québec.

## Historique
La structure centrale des Fonds de recherche du Québec fut créée le 1er juillet 2011 par la Loi 130 visant à restructurer les trois Fonds subventionnaires du Québec (FRQS, FRQCS, FRQNT). La Loi modifia la structure des Fonds en intégrant les services administratifs des trois Fonds et en créant le poste de directeur scientifique (un pour chaque Fonds) et de scientifique en chef.
Depuis le 4 juillet 2011, le poste de Scientifique en chef du Québec est occupé par Rémi Quirion. Son mandat a été renouvelé le 5 juin 2016 pour une période de cinq ans.